# Nonagria agrapta
Nonagria agrapta är en fjärilsart som beskrevs av Alfred Ernest Wileman och Reginald James West 1929.
Nonagria agrapta ingår i släktet Nonagria och familjen nattflyn. Inga underarter finns listade i Catalogue of Life.